# Sabine Dardenne
Sabine Dardenne (* 28. Oktober 1983 in Tournai) ist eine Belgierin, die als zwölfjähriges Mädchen von dem Sexualstraftäter Marc Dutroux auf dem Weg zur Schule entführt, 80 Tage lang in dem Wohnhaus des Täters gefangengehalten und misshandelt wurde. Sie ist eines von zwei überlebenden Opfern. Im Prozess gegen ihren Kidnapper sagte sie 2004 aus. Zudem brachte sie das Buch Ihm in die Augen sehen heraus.

## Leben
Am 28. Mai 1996 wurde die damals zwölf Jahre alte Sabine Dardenne im belgischen Kain auf dem Schulweg von ihrem Kidnapper Marc Dutroux entführt. Das Mädchen wurde von seinem Fahrrad gezerrt und in einem weißen Kastenwagen verschleppt. Der Entführer fuhr mit dem Kind zu seinem Wohnhaus nach Charleroi und sperrte es in ein Kellerverlies. Dort überlebte das Mädchen 80 Tage.
Marc Dutroux missbrauchte das Mädchen während seiner Gefangenschaft mehrfach sexuell und vergewaltigte es. Sie wurde am 15. August 1996 von der belgischen Polizei aus dem Haus gerettet, gemeinsam mit der 14-jährigen Laetitia Delhez, welche am 9. August 1996 in Bertrix von der Straße weg entführt worden war. Sie befand sich sechs Tage in den Händen ihres Peinigers. Am 13. August wurde Marc Dutroux festgenommen.
Am 5. November 2004 erschien Dardennes Buch Ihm in die Augen sehen im deutschen Buchhandel. In diesem Buch schildert Sabine Dardenne die Erlebnisse während ihrer Gefangenschaft. Sie erzählt, dass sie betäubt und mit einer Metallkiste in das Haus des Entführers in Charleroi getragen wurde. Dort wurde sie nackt auf das Bett gelegt und mit einer Kette um den Hals angebunden. Im Keller musste sie auf einer schmutzigen Matratze schlafen. Der Entführer verging sich dort an ihr.
Sabine Dardenne machte ihr Abitur und arbeitet seitdem in einem Versandhaus. Sie wäre gerne Polizistin geworden. Am 19. April 2004, acht Jahre nach ihrer Entführung, trat sie als wichtigste Zeugin im Prozess gegen Marc Dutroux im Gerichtssaal in Arlon auf. Dort schilderte die damals 20-jährige Frau, wie ihr Entführer sie gepeinigt und gedemütigt hatte.

## Autobiografie
- J’avais 12 ans, j’ai pris mon vélo et je suis partie à l’école... Oh éditions, Paris 2004; Taschenbuch ebd. 2005, ISBN 2-266-15366-8.
  - deutsche Ausgabe: Ihm in die Augen sehen. Meine verlorene Kindheit. Droemer, München 2004; Knaur Taschenbuch, München 2006, ISBN 3-426-77847-5.